# مارکوس هابر
مارکوس هابر (انگلیسی: Marcus Haber؛ زادهٔ ۱۱ ژانویهٔ ۱۹۸۹) بازیکن فوتبال اهل کانادا است.
از باشگاه‌هایی که در آن بازی کرده‌است می‌توان به باشگاه فوتبال سنت جانستون، باشگاه فوتبال اکستر سیتی، باشگاه فوتبال وست برومویچ آلبیون، باشگاه فوتبال ونکوور وایتکپس، باشگاه فوتبال کرو آلکساندرا، باشگاه فوتبال نوتس کانتی، باشگاه فوتبال خرونینگن، و باشگاه فوتبال استیونج اشاره کرد.